# Bombardement de Marseille (1944)
Pour les articles homonymes, voir Bombardements de Marseille.
Seconde Guerre mondiale
Le bombardement américain de Marseille est un bombardement stratégique menées par sept vagues de bombardiers de la XVe US Air force le 27 mai 1944 sur le centre-ville de Marseille, faisant dans la population civiles 4 512 tués ou blessés et plus de  20 000 sinistrés. 
Les bombes touchèrent le centre-ville, faisant de nombreuses victimes civiles, et laissant cependant quasi intactes toutes les installations portuaires et militaires.

## Déroulement
En préparation des débarquements, les Alliés décident de nuire aux capacités de transport et de déplacement de l'armée allemande. Les 26 et 27 mai 1944, les infrastructures des principales villes du quart Sud-Est de la France sont la cible de violents raids aériens : Lyon, Chambéry, Grenoble, Saint Etienne, Avignon, Nice. 
Le 27 mai 1944, à 10 heures 50 minutes, arrivent dans le ciel phocéen à 6 ou 7 000 mètres d'altitude sept vagues de bombardiers américains qui larguent sur le centre ville de Marseille plus de 800 bombes de 250 à 500 kilos durant une heure. 
Les Alliés ne débarqueront que deux mois et demi plus tard sur les côtes provençales le 15 août 1944. Le 28 août 1944, les troupes françaises commandées par le général de Monsabert libèrent la ville après une semaine de rudes combats.

## Bilan
Les destructions (404 immeubles détruits, plus du double gravement endommagés) les plus importantes sont localisées entre la gare Saint-Charles et le Vieux-Port mais on en recense aussi à Saint-Pierre et à Saint-Barnabé. Des dizaines d'incendie se déclenchent alors que de nombreuses conduites d'eau sont endommagées et que les gravats entravent l'accès des secours.
Les 800 tonnes bombes larguées sur la ville ont fait dans la population civile 1 752 morts, 2 760 blessés, plus de 20 000 sinistrés, tout en ne tuant qu'environ 50 soldats allemands. Sous le tunnel du boulevard National dans laquelle la population était venue se réfugier, 150 personnes sont tuées et autant sont blessées,.